# حسگری رباتیک
احساس کردن رباتیک یک بخش فرعی از علم رباتیک است که قصد دارد توانایی مشاهده را به ربات بدهد. حواس رباتیکی ربات هایی با توانایی احساس کردن  اطراف خود می سازد و معمولا به عنوان واکنش نشان دادن ربات  برای اینکه ربات بتواند حرکات خود را بر اساس ورودی احساس شده تنظیم کند استفاده می شود. سنجش رباتیک به طور کلی به ربات توانایی دیدن، لمس کردن، شنیدن، و حرکت کردن، و استفاده از الگوریتم هایی که به واکنش محیط یا اطلاعات مربوط به حواس نیازمند است را می دهد.حواس رباتیکی در برنامه هایی مانند اتوماسیون خودرو، پروتزهای رباتیکی و ربات‌های صنعتی، پزشکی، ربات های مخصوص سرگرمی وربات های آموزشی مهم است.

## بینایی

### راهکار
سیستم احساس بینایی میتواند بر اساس هر چیزی از دوربین های سنتی ،ردیاب آوایی و لیزر ها گرفته تا تکنولوژِی های جدید شناسایی فرکانس های رادیویی(RFID) که سیگنال های رادیویی را به یک برچسب روی یک شی می فرستد و یک کد شناسایی را برمی گرداند.همه ی چهار راهکار این سه رویه را هدف قرار می دهند:احساس، برآورد کردن و تطابق.

### تحلیل تصویر
کیفیت تصویر در برنامه هایی که به دید رباتیکی بی نقص نیاز دارند، مهم است.الگوریتم که بر اساس تبدیل موجک برای ادغام کردن عکس های طیف های مختلف و کانون های مختلف است، کیفیت تصویر را بهبود می بخشد. ربات ها می توانند اطلاعات دقیق تری از تصویر بهبودیافته را به دست بیاورند.

### محل استفاده
سنسور های ویژوال به ربات کمک می کند تا اطراف خود را شناسایی کند و حرکت درست را انجام دهد.ربات های عکس محیط در همان لحظه را از سنسور ویژوال انالیز می کنند. نتیجه انالیز با عکس نهایی یا متوسط ایده ال مقایسه می شود، تا حرکت مناسب برای رسیدن به هدف نهایی یا حالت ایده ال تصمی گیری شود.

## لمس کردن

### پوست ربات
پوست الکترونیکی در واقع الکترونیک هایی انعطاف پذیر، الاستیک و خود درمانگر هستند که می توانند توانایی های پوست انسان و حیوانات را به طور مشابه داشته باشند. بخش بزرگی از مواد معمولا دارای قابلیت های حس کردن هستند که برای ساختن توانایی های پوست انسان برای واکنش نشان دادن به عوامل محیطی مانند تغییرات دما و فشار در نظر گرفته اند.

پیشرفت ها در تحقیقات پوست الکترونیکی روی طراحی کردن موادی که قابل کشیدن،محکم و انعطاف پذیر هستند، تمرکز دارد. پژوهش درباره ی زمینه های جداگانه لوازم الکترونیکی انعطاف پذیر و حس لامسه به خوبی پیشرفت کرده است. اگرچه طراحی پوست الکترونیکی باعث به دست امدن پیشرفت هایی در بسیاری از حوزه های پژوهش درباره مواد لازم، بدون فدا کردن سود های جداگانه در هر زمینه شده است. ترکیب موفقیت امیز امکانات مکانیکی انعطاف پذیر و قابل کشش با سنسور ها و همچنین توانایی خود درمانگری میتواند راه را برای بسیاری از برنامه های ممکن که شامل رباتیک نرم، مبحث اعضای مصنوعی، هوش مصنوعی، و نمایش سلامت باز کند.

پیشرفت های اخیر در زمینه پوست الکترونیکی روی متحد کردن مصالح سبز ایده آل و هشیاری از محیط در پروسه ی طراحی متمرکز شده اند.به عنوان یکی از چالش های اصلی که تولید پوست الکترونیکی با آن مواجه است ، توانایی مصالح برای مقاومت در برابر کشش مکانیکی و دربرداشتن توانایی حس کردن یا امکانات الکترونیکی، قابلیت بازیافت شدن، و قابلیت های خود درمانگری مسایلی هستند که در طراحی اینده پوست های الکترونیکی جدید به ان انتقاد می شود.

#### انواع و نمونه ها
نمونه های شرایط فعلی پیشرفت ها در زمینه پوست های ربات در اواسط سال 2022 عبارت است از انگشت رباتیکی پوشیده از نوعی از پوست مصنوعی انسان زنده، پوست الکترونیکی که احساسات واقعی پوست مانند لمس کردن و درد را به یک دست رباتیکی می دهد، سیستم پوست الکترونیکی و یک ماشین رابط انسان و ربات که می تواند درک لمسی از راه دور که قابل پوشش است ویا حواس رباتیکی از مواد خطرناک و پاتوژن ها ، و همچنین پوست ربات مبتنی بر هیدروژل با حسگر لمسی چندلایه.

[[رده:مقاله‌های با گزیده‌ها]]